# شنکنبرگ (براندنبورگ)
شنکنبرگ (به آلمانی: Schenkenberg) یک شهر در آلمان است که در Brüssow واقع شده‌است. شنکنبرگ ۶۳۶ نفر جمعیت دارد.